# Chemiczna analiza jakościowa
Chemiczna analiza jakościowa – zespół technik umożliwiających poznanie składu chemicznego badanych mieszanin związków chemicznych. Zazwyczaj wykorzystuje się charakterystyczne reakcje chemiczne dla poszczególnych grup związków.
Chemiczną analizę jakościową można podzielić na:
- chemiczną analizę jakościową związków nieorganicznych,
- chemiczną analizę jakościową związków organicznych.